# Tony Vinciquerra
Anthony «Tony» Vinciquerra (30 de agosto de 1954) es un ejecutivo cinematográfico que se desempeña como presidente y CEO de Sony Pictures Entertainment. En mayo de 2017 se anunció que ocuparía el puesto que dejó vacante Michael Lynton, luego de su partida a Snap, Inc. Lideró Fox Networks Group de 2001 a 2011 donde fue presidente y director ejecutivo, tras lo cual después de pasar un tiempo como consultor y asesor de entretenimiento en TPG Capital, fue contratado por el CEO de Sony, Kazuo Hirai. Se le atribuye haber revertido una tendencia a la baja de las actuaciones de taquilla de películas, así como haber fortalecido la división de televisión.
Vinciquerra también fue responsable de las contrataciones de Mike Richards y Mayim Bialik como co-moderadores del programa de televisión Jeopardy! en 2021 después de la muerte del anfitrión Alex Trebek.

## Primeros años y educación
Vinciquerra nació en Albany, Nueva York, y creció con tres hermanas en un apartamento de tres habitaciones, realizó varios trabajos ocasionales en su juventud y comenzó a trabajar en la venta de anuncios de radio en la universidad, después de graduarse de la Universidad Estatal de Nueva York, Albany en 1977 se trasladó a la venta de anuncios de televisión, en 1981, Vinciquerra se mudó a un mercado más grande, a WTAE-TV Pittsburgh de Hearst y, en un año, pasó de gerente de ventas nacional a gerente general de ventas, después Vinciquerra aceptó una oferta en WBZ-TV Boston de Westinghouse como gerente general de ventas. En 1990, tuvo su primera oportunidad de dirigir una estación cuando fue ascendido a vicepresidente de WBZ-TV.  Finalmente fue nombrado director de operaciones de Hearst-Argyle Television en Nueva York en 1999.

## Vida personal
En 2001, Vinciquerra se mudó a Los Ángeles se casó con Toni Knight en 2003, una ejecutiva de publicidad que ahora es la fundadora y directora ejecutiva de WorldLink Ventures, una firma de representantes de ventas de anuncios de respuesta directa e infomerciales, la pareja inició un proceso de divorcio después de 17 años de matrimonio.